# Lance Burton
Lance Burton (Kentucky, 10 de março de 1960) é um famoso ilusionista de palco que faz muito sucesso em Las Vegas. Ele é o atual detentor do "Mantle of Magic", um manto que é passado de um mágico a outro a cada geração. Só cinco mágicos receberam tal honra, e passaram a fazer parte da Real Dinastia da Mágica (The Royal Dinasty of Magic).
Lance Burton nasceu em Kentucky, nos EUA, dia 10 de março de 1960. Quando tinha cinco anos de idade, seus pais o levaram a uma festa de natal, na qual uma das atrações era um mágico chamado Harry Collins, muito conhecido na região. Durante a apresentação Lance foi chamado ao palco para ajudar em um do números de Collins. O mágico começou a retirar moedas da orelha do pequeno Lance Burton, que naquele momento decidiu ao que se dedicaria em sua vida.
Suas primeiras lições foram aprendidas de um livro de mágicas para crianças que ele havia ganho de seu vizinho. Rapidamente Lance aprendeu todos os truques do livro e começou a fazer exibições para seus amigos e vizinhos. Cedo também começou a cobrar por seus shows: 5 cêntimos de dólar por pessoa. Todo natal e aniversário Burton ganhava algum kit de mágica, o que fez com que ele cada vez se aprimorasse mais.
O mágico Harry Coliins começou a ensinar outros princípios da mágica a ele, que eram mais improváveis de serem aprendidos em livros. Com 14 anos comprou seu primeiro traje de mágico. Em 1977 entrou em um concurso de mágicos amadores e ganhou o primeiro prêmio, e ao completar 20 anos recebeu a medalha de ouro, pela excelência, da International Brotherhood of Magicians.
Mudou-se  para o estado da Califórnia, onde conheceu Bill e Milton Larsen, que gostaram de seus números e o promoveram por todo o território dos EUA. Sua grande oportunidade chegou quando foi convidado para apresentar-se em show de televisão de muita audiência na época, no qual sua performance foi de arrancar elogios do apresentador, e por ela recebeu um convite para se apresentar em Las Vegas. Sua apresentação em Las Vegas bateu recordes de bilheteria.
Em 1982 entrou para a Fédération International Societé de Magique, da Suíça, e foi reconhecido como o campeão mundial da mágica. Depois disso recebeu muitos outros prêmios, tais como o título de Mágico do Ano da Academia de Artes Mágicas.